# Старый наездник (фильм, 1940)
«Старый наездник» — советский художественный фильм Бориса Барнета, снятый на киностудии «Мосфильм» в 1940 году.

## Сюжет
Иван Сергеевич Трофимов — наездник на Московском Государственном ипподроме. Его стаж превысил два десятка лет, но последнее время неудачи следуют одна за другой. Он принимает решение оставить ипподром и возвращается в родную деревню.
Работа на колхозной конюшне помогла вернуть уверенность в свои силы. Всего за год был подготовлен к скачкам замечательный жеребец Егорка, который пришёл на финиш первым, управляемый Васей Пичугиным, учеником Ивана Сергеевича.

## Критика и запрещение
Премьера фильма прошла в январе 1941 года в московском Доме кино и имела огромный успех. Тем не менее фильм не вышел в широкий прокат и был положен на полку. Зрители увидели эту картину только в 1959 году. Цензура посчитала, что авторы картины пропагандируют нездоровую для советских людей жажду наживы: герои фильма активно делают ставки в тотализаторе на ипподроме.
В справке ЦК ВКП(б) «О запрещенных кинофильмах в 1940 и 1941 году» было отмечено, что «фильм злопыхательски высмеивает все новое, что принес с собой колхозный строй в деревню. Колхоз показан как случайное сборище людей, ведущих праздный образ жизни, хорошие советские люди наделены самыми низменными чувствами жадности, соперничества, зависти. Предметом зубоскальства является легковой автомобиль, выигранный врачом, который беспрерывно застревает в грязи, а колхозники занимаются только тем, что вытаскивают машину; говорящее письмо со вздорным содержанием; парашютная вышка, вызывающая страх у героев фильма и т. д. Московский ипподром выведен ничем не отличающимся от любого капиталистического предприятия этого типа с темными дельцами, азартной игрой, трактирным весельем…».

## В ролях
- Иван Скуратов — Иван Сергеевич Трофимов, старый наездник
- Анна Комолова — Маруся, его внучка
- Леонид Кмит — Вася Пичугин, колхозный конюх
- Сергей Блинников — Зот Яковлевич, председатель колхоза
- Лидия Дейкун — Евгения Фёдоровна, районный врач
- Иван Любезнов — Костя, колхозный парикмахер
- В. Попов — официант на скачках
- Фёдор Курихин — Саша, игрок
- Владимир Лепко — Анатолий Петрович, игрок
- Владимир Дорофеев — Кузьма Захарыч
- Александра Денисова — Анисья Павловна

## Съёмочная группа
- Автор сценария: Михаил Вольпин, Николай Эрдман
- Режиссёр: Борис Барнет
- Оператор: Константин Кузнецов
- Художники: А. Бергер, В. Камский
- Композитор: Владимир Юровский